# Rofecoxib
Rofecoxib é um medicamento anti-inflamatório não-esteróide retirado de circulação em 2004 após comprovada associação com problemas de saúde.
Aprovado nos Estados Unidos pela FDA em maio de 1999, o medicamento foi lançado no mesmo ano sob a denominação comercial Vioxx, chegou a ser considerado um dos remédios mais eficazes contra a artrite e pretendia combater a dor sem os efeitos colaterais conhecidos, entre eles as úlceras e os sangramentos gastrointestinais. Em pouco tempo, passou a ser receitado para vários tipos de dor, e entre 1999 e 2004, alcançou 84 milhões de usuários. Em alguns países, inclusive no Brasil, o Vioxx liderou a lista dos anti-inflamatórios mais vendidos. Somente no ano de 2003, as vendas do medicamento somaram o equivalente a 2,5 bilhões de dólares em todo o mundo.
Porém, em 2004, um estudo da fabricante apontou que o consumo diário de 25 miligramas do remédio por dezoito meses consecutivos dobraria os riscos de infartos e derrames e em setembro daquele ano o medicamento foi retirado de mercado. Em 2006, um estudo encomendado pelo órgão de saúde dos Estados Unidos indicou que o medicamento pode ter causado até 140 mil ocorrências de doenças coronárias naquele país desde 1999.

## Consequências
No dia em que a Merck determinou a retirada de seu medicamento do mercado, as ações do laboratório caíram 27%. Somente em 2007, a Merck pagou 4,85 bilhões de dólares em indenizações relacionadas a 50 mil processos judiciais. Em 2010, foi cobrada em mais 950 milhões de dólares pelas investigações do governo norte-americano.